# Unidade Fiscal de Referência
Unidade Fiscal de Referência (UFIR) é um fator de correção do valor dos impostos no Brasil,criada inicialmente em períodos onde a inflação era bastante elevadas no Brasil, instituídas no governo de Fernando Collor de Mello, utilizada para correção da Inflação e atualização de dívidas tributárias, multas e demais obrigações fiscais.
Criada em 1991, a UFIR passou a vigorar em janeiro de 1992 – uma época em que a inflação era muito elevada e existia a necessidade de uma unidade de atualização para corrigir pagamentos a prazo. Logo, a ideia da UFIR era facilitar a indexação dos valores, evitando que todas as dívidas fossem calculadas apenas com base na inflação.
Com a estabilidade advinda do Plano Real e a estabilidade promovida pela sua aplicação, acabou por ocasiona o seu desuso e consequentemente a sua extinção, entretanto ainda continua a ser utilizada, mas não tanto como se utilizada para conversão de tributos e dívidas.
Apesar de sua extinção por parte do Governo Federal, ainda a sua aplicação de Unidade de Referencial e determinados estados da Federação, que ainda aplicam estes indexadores na sua politica fiscal, a exemplos: São Paulo ( 1 UFESPE = R$ 27,61 ), Rio de Janeiro ( 1 URFIR - RJ = R$ 3,5550 ), e outros.